# Powiat Łódzki wschodni
Der Powiat Łódzki wschodni ist ein Powiat (Kreis) in der polnischen Woiwodschaft Łódź. Der Powiat hat eine Fläche von 499,32 km², auf der etwa 67.000 Einwohner leben.

## Gemeinden
Der Powiat umfasst sechs Gemeinden, davon drei Stadt-und-Land-Gemeinden und drei Landgemeinden.

### Stadt-und-Land-Gemeinden
- Koluszki
- Rzgów
- Tuszyn

### Landgemeinden
- Andrespol
- Brójce
- Nowosolna